# Massakre
Massakre er betegnelsen for samtidigt mord på flere personer; nedhugning af en større menneskemængde; nedsabling; myrderi;  blodbad. 
Massakre bør ikke forveksles med folkedrab (holocaust).[kilde mangler] En massakre kan være en hændelse, som indgår som element i et folkedrab.